# Kenneth Kluivert
Kenneth Ramon Kluivert (Moengo, 26 agosto 1941) è un ex calciatore surinamese, di ruolo attaccante.

## Biografia
La sua ex moglie Lidwina, nata a Willemstad da padre surinamese e madre di Curaçao, si trasferì in Suriname all'età di 23 anni; lì incontrò Kenneth. Dalla coppia nacquero tre figli: Renato, Natascia e Patrick, uno dei personaggi più importanti del calcio olandese, da cui sono nati Quincy, Justin, Ruben e Shane. Kenneth in seguito si è separato da Lidwina e ora è sposato con Jolanda.

## Caratteristiche tecniche
Soprannominato Bossa Nova, poiché amava ballare su questo genere musicale, o semplicemente Bossa, era un giocatore carismatico, noto per le sue finte aggraziate, i suoi cross in area, i suoi calci di punizione e il suo fiuto del goal. Il suo ruolo naturale era quello di ala sinistra.

## Carriera

### Club
Kluivert legò la sua carriera allo Sport Vereniging Robinhood, nella massima serie surinamese, con il quale riuscì a vincere due titoli di campionato nel 1961 e nel 1964 in un'era in cui dominavano i rivali del Transvaal. Questo scontro tra le due squadre più forti del Suriname, chiamato Surinaamse Klassieker, cominciò a essere sentito proprio in questo periodo, quando il trio del Robinhood era formato da Edwin Schal, Gerrit Niekoop e Kluivert. Egli nel 1970 si trasferì nei Paesi Bassi, lasciando dopo nove anni, 345 presenze e 366 reti il club; concluse la sua carriera tra i dilettanti con il Real Sranang, anche detto Royal Suriname, squadra formata principalmente da calciatori membri della comunità surinamese ad Amsterdam.

### Nazionale
Kenneth Kluivert fece il suo debutto con la nazionale maschile di calcio del Suriname il 20 marzo 1964, segnando un goal nel match vinto per 6-1 contro Panama valida per le qualificazioni alle Olimpiadi estive del 1964. Giocò poi, nel 1965, due partite nelle qualificazioni al Campionato del mondo 1966: il 12 febbraio nella sconfitta 1-0 contro la Costa Rica e il 14 marzo nella vittoria 6-1 contro Trinidad e Tobago, nella quale marcò una rete.

## Statistiche

### Cronologia presenze e reti in nazionale
| Cronologia completa delle presenze e delle reti in nazionale ― Suriname | Cronologia completa delle presenze e delle reti in nazionale ― Suriname | Cronologia completa delle presenze e delle reti in nazionale ― Suriname | Cronologia completa delle presenze e delle reti in nazionale ― Suriname | Cronologia completa delle presenze e delle reti in nazionale ― Suriname | Cronologia completa delle presenze e delle reti in nazionale ― Suriname | Cronologia completa delle presenze e delle reti in nazionale ― Suriname | Cronologia completa delle presenze e delle reti in nazionale ― Suriname |
| Data                                                                    | Città                                                                   | In casa                                                                 | Risultato                                                               | Ospiti                                                                  | Competizione                                                            | Reti                                                                    | Note                                                                    |
| ----------------------------------------------------------------------- | ----------------------------------------------------------------------- | ----------------------------------------------------------------------- | ----------------------------------------------------------------------- | ----------------------------------------------------------------------- | ----------------------------------------------------------------------- | ----------------------------------------------------------------------- | ----------------------------------------------------------------------- |
| 20-3-1964                                                               | Paramaribo                                                              | Suriname                                                                | 6 – 1                                                                   | Panama                                                                  | Qual. Olimpiadi 1964                                                    | 1                                                                       |                                                                         |
| 12-2-1965                                                               | San José                                                                | Costa Rica                                                              | 1 – 0                                                                   | Suriname                                                                | Qual. Mondiali 1965                                                     | -                                                                       |                                                                         |
| 14-3-1965                                                               | Paramaribo                                                              | Suriname                                                                | 6 – 1                                                                   | Trinidad e Tobago                                                       | Qual. Mondiali 1965                                                     | 1                                                                       |                                                                         |
| Totale                                                                  |                                                                         | Presenze                                                                | 3                                                                       |                                                                         | Reti                                                                    | 2                                                                       |                                                                         |

## Palmarès
- Campionato surinamese: 2

Robinhood: 1961, 1964